# Albacora (Schiff, 1924)
Die Albacora war eine 1924 gebaute Ketsch, die die portugiesische Marine als Forschungsschiff einsetzte. 1948 wurde sie außer Dienst gestellt und 1953 verkauft. Der Verbleib ist unklar.

## Bau und technische Daten
Nachdem portugiesischen Wissenschaftlern das 1912 gebaute norwegische Forschungsschiff Armauer Hansen bei einem Besuch in Portugal aufgefallen war, überzeugte der Leiter des Portugiesischen Hydrografischen Instituts, Alfredo Magalhães Ramalho (1894–1959) die Marineleitung, ein Schwesterschiff für den eigenen Bedarf zu bestellen. Es war das erste eigens als Forschungsschiff gebaute Schiff der Marine. Zuvor wurden die königlichen Yachten oder ältere Einheiten der Marine für Forschungsaufgaben verwendet.
Die Ketsch wurde wie ihr Schwesterschiff bei der norwegischen Werft Lindstøl Skip in Risør auf Kiel gelegt. Beim Stapellauf erhielt es den Namen Albacora nach dem Weißen Thunfisch. Anschließend wurde sie nach Bergen überführt, wo über zwei Monate die Endausstattung unter anderem mit wissenschaftlichen Geräten stattfand. Am 24. November 1924 erfolgte dort auch die Übergabe an den portugiesischen Konsul sowie Wissenschaftlern und anschließend die Überführung nach Lissabon.
Das Schiff war 22,5 Meter lang, 6,8 Meter breit und hatte einen Tiefgang von 3,0 Metern. Es war mit 57 BRT vermessen und hatte nach unterschiedlichen Angaben eine Konstruktionsverdrängung von 135 oder 335 Tonnen. Neben den Segeln diente ein Halbdieselmotor mit 60 PS als Antrieb. Er wirkte auf eine Schraube, damit erreichte das Schiff eine Geschwindigkeit von 5,0 Knoten. Die Besatzung bestand aus 15 Mann.

## Geschichte
In Lissabon wurde die Albacora der Marine übergeben, der bereits damals das Hydrografische Institut unterstand. Die Marine stellte auch den Kommandanten und die Mannschaft des Schiffes, bevor 1937 Zivilisten diese Tätigkeit übernahmen. Die Durchführung der wissenschaftlichen Tätigkeit oblag dem Hydrografischen Institut. Die Albacora setzte die bereits von den königlichen Yachten Amélia I bis Amélia IV begonnenen Vermessungsaufgaben und Forschungen mit physikalischen, ozeanographischen und meeresbiologischen Untersuchungen fort.
In Zusammenarbeit mit mehreren Instituten führte die Albacora jedes Jahr mehrere Fahrten durch. Schwerpunktmäßig wurden insbesondere die Festlandküste Portugals sowie den Archipel Madeira und die etwa 280 Kilometer südlich davon gelegenen Ilhas Selvagens untersucht. Darüber hinaus erhielten auch die marokkanische Küste mit Casablanca, die Straße von Gibraltar und die Kanarischen Inseln besondere Aufmerksamkeit. Untersucht wurden unter anderem die Zirkulation des Wassers in der Straße von Gibraltar und die Meeresströmungen aus dem Mittelmeer in den Atlantik (1927–1929), die ozeanographischen Bedingungen der angrenzenden Atlantikregionen (1930, in Zusammenarbeit mit dem norwegischen Schwesterschiff Armauer Hansen) oder etwa Populationsschwankungen der Sardinen. Bis zum Zweiten Weltkrieg wurden rund 1400 Missionen mit dem Schiff durchgeführt.
Während des Zweiten Weltkrieges wurden die Forschungsfahrten ausgesetzt. Das Schiff wurde 1940 zunächst aufgelegt und 1942 aus der Liste der aktiven Schiffe gestrichen, blieb aber bis 1948 in der Reserve und wurde dann endgültig ausgemustert. 1952 wurde die Albacora zum Verkauf ausgeschrieben und im folgenden Jahr an die Firma von António Teixeira Mendes veräußert. Der weitere Verbleib des Schiffes ist unbekannt.